# Beljina, Čačak
Beljina (izvirno srbsko Бељина) je naselje v Srbiji, ki upravno spada pod Občino Čačak; slednja pa je del Moraviškega upravnega okraja.

## Demografija
V naselju živi 907 polnoletnih prebivalcev, pri čemer je njihova povprečna starost 39,5 let (39,3 pri moških in 39,7 pri ženskah). Naselje ima 369 gospodinjstev, pri čemer je povprečno število članov na gospodinjstvo 3,03.
To naselje je, glede na rezultate popisa iz leta 2002, večinoma srbsko.
|  |

| Demografija | Demografija     | Demografija     |
| Leto        | Št. prebivalcev | Št. prebivalcev |
| ----------- | --------------- | --------------- |
|             |                 |                 |
|             |                 |                 |
|             |                 |                 |
|             |                 |                 |
| 1948        | 287             |                 |
| 1953        | 366             |                 |
| 1961        | 533             |                 |
| 1971        | 754             |                 |
| 1981        | 950             |                 |
| 1991        | 1075            | 1065            |
| 2002        | 1151            | 1117            |
|             |                 |                 |

| Etnična sestava po popisu iz leta 2002 | Etnična sestava po popisu iz leta 2002 | Etnična sestava po popisu iz leta 2002 | Etnična sestava po popisu iz leta 2002 | Etnična sestava po popisu iz leta 2002 |
| -------------------------------------- | -------------------------------------- | -------------------------------------- | -------------------------------------- | -------------------------------------- |
| Srbi                                   | Srbi                                   |                                        | 1.092                                  | 97,76%                                 |
| Romi                                   | Romi                                   |                                        | 4                                      | 0,35%                                  |
| Črnogorci                              | Črnogorci                              |                                        | 3                                      | 0,26%                                  |
| Hrvati                                 | Hrvati                                 |                                        | 3                                      | 0,26%                                  |
| Bolgari                                | Bolgari                                |                                        | 1                                      | 0,08%                                  |
| Neznano                                | Neznano                                |                                        | 10                                     | 0,89%                                  |